# Ålum (plaats)
Ålum is een plaats in de Deense regio Midden-Jutland, gemeente Randers, en telt 294 inwoners (2008).